# Касымов, Махмуд Таджикулович
Махмуд Таджикулович Касымов (1901 год, город Андижан Ферганская область, Российская империя — 1963 год, город Фергана) — советский военачальник, генерал-майор армии, военный комиссар Ферганской области, военный атташе Посольства СССР в Иране, член КПСС с 1926 года. Один из первых узбекских генералов и командиров полков Советской армии.

## Биография
Вступил в ряды РККА в 1920 году. Член ВКП(б) с 1926 года. Участник Гражданской войны и борьбы с басмачеством в Средней Азии. Участвовал в Гражданской войне, в 1929 году, ещё до её завершения, окончил Объединенную Среднеазиатскую военную школу имени В. И. Ленина.
В период учёбы в военной школе имени В. И. Ленина курсант Касымов М. Т. в составе сводного отряда, принимал участие в боях по ликвидации басмаческих банд на территории Средней Азии. После окончания направлен для прохождения дальнейшей службы в Отдельную Ошскую пограничную комендатуру в должности помощника начальника заставы «Суфи-Курган». В 1930-е годы работал военным советником в Китае. Участвовал в проведении специальных операций в Синьцзяне (Китай). Приказом НКВД СССР от 31 июля 1939 г. назначен начальником КПП (Артык, ст. Артык. Афганистан, трасса) 68-го Тахта-Базарского пограничного отряда Пограничных войск НКВД Туркменского округа назначается начальником 4-го отделения штаба того же пограничного отряда и округа.
В период со второй половины 1942 года по июль 1943 года майор Касымов М. Т. проходил обучение в Военной академии Красной армии имени М. В. Фрунзе.
Участник Великой Отечественной войны с 17.07.1943 г. на Южном фронте. Имеет ранение 05.11.1943 г. и контузию 24.04.1944 г. Майор Касымов М. Т. заместитель, с 28.09.1944 г. командир 724-го стрелкового полка 315-й стрелковой Мелитопольской Краснознаменной дивизии 2-й гвардейская армия, Южный фронт.
30 мая 1944 года был награждён орденом Красного знамени.

При прорыве сильно укреплённой линии обороны немцев на Перекопском перешейке тов. Касымов находился в боевых порядках, непосредственно руководя штурмом траншеи противника.
В боях за город Армянск 8 и 9 апреля 1944 года тов. Касымов руководя отражением контратак противника, выбил его из Станции и овладел в дальнейшем населёнными пунктами 3-й Казённый участок и Карповой балкой.
В период с 11 по 16 апреля 1944 года, руководя передовой группой по преследованию противника, было захвачено до 600 немецких солдат и офицеров и освобождено до 15 населённых пунктов, в том числе город Бахчисарай.
В этих боях было уничтожено до 200 вражеских солдат, имея свои потери 12 человек.
На подступах к Севастополю тов. Касымов будучи контужен не вышел с поля боя продолжая вести бой.

Командир 724-стрелкового полка, гвардии подполковник В. Ганшин
1 мая 1944 года
С 28 сентября 1944 года по 6 февраля 1946 года подполковник, командир 724-го стрелкового полка 315-й стрелковой дивизии Южного фронта, затем 4-го Украинского фронта, отдельной Приморской армии, Резерва ставки ВГК.

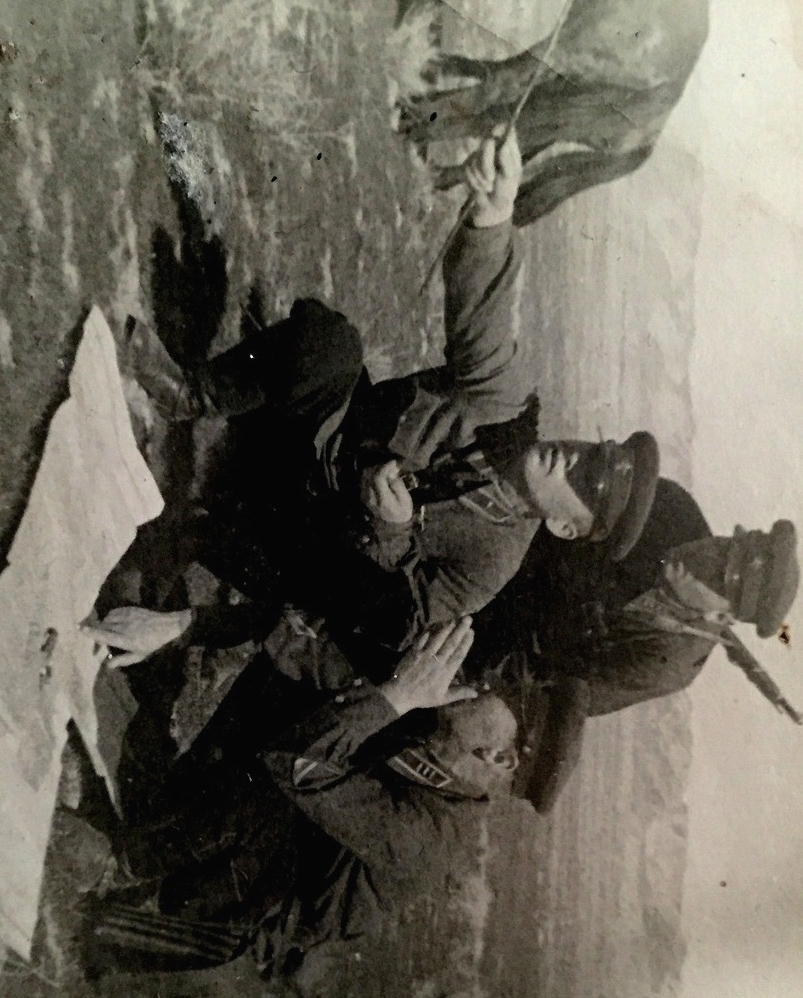
Махмуд Косимов с пограничниками. Фото 1933 год

В составе советских войск участвовал в Мелитопольской операции, Никопольско-Криворожской операции, Крымской стратегической операции, Восточно-Карпатской стратегической операции, освобождении Германии и других.
После войны генерал-майор Касымов М. Т. назначается военным атташе посольства Советского Союза в Иране.
В 1946 году Касымову присвоено звание полковника, он был назначен военным комиссаром Ферганской области. С 1955 года — председатель Ферганского горисполкома.
Умер в 1963 году в Фергане.

### Семья
Женился на Караматхон Нишанбаевне Нишановой (уроженка города Ош, ум. 26 июня 1986 года). В браке имел пятерых детей: сыновей Анвара (востоковед) и Санжара врача по профессии, дочерей Гулчехра, Раъно и Гулжахон, зять Алишер Отабоев хоким (губернатор) Ферганской области.

## Награды
- Орден Красной Звезды (Постановление ЦИК СССР 14 февраля 1936 года).
- Орден Красного Знамени (30.05.1944)[3]
- Орден Красного Знамени (Указ от 3.11.1944)
- Орден Ленина (Указ от 6.11.1945)
- Орден Красного Знамени (Указ от 15.11.1950)
- Орден Знак Почёта (Указ от 11.01.1957)
- Медаль За Победу над Германией (Указ от 9.05.1945)
- Медаль 30 лет Советской Армии и Флота (Указ от 22.02.1948)
- Медаль 40 лет Вооружённых сил СССР (Указ от 18.12.1957)

## Память
Имя Махмуда Касымова носят:
- Улица в столице Узбекистана — в Юнусабадском районе города Ташкент,
- Центральный проспект города Ферганы,
- Улица в городе Андижан.
- Заслуги М. Касымова имеются в экспонатах и архиве Музея Боевой славы Ташкентского высшего общевойскового командного училища.